# Земплінски Бранч
Земплінски Бранч (словац. Zemplínsky Branč) — село в Словаччині в Требішовському окрузі Кошицького краю. Село розташоване на висоті 113 м над рівнем моря. Населення — 489 чол. (2005). Переважна більшість населення — словаки (90 %). Вперше згадується в 1273 році. В селі є бібліотека та футбольне поле.

## Населення
| Рік:            | 1994. | 2004.    | 2014. | 2024.   |
| --------------- | ----- | -------- | ----- | ------- |
| Кількість осіб: | 388   | 474      | 474   | 508     |
| Різниця:        |       | +22,16 % | +0 %  | +7,17 % |

| Рік:            | 2023. | 2024.   |
| --------------- | ----- | ------- |
| Кількість осіб: | 499   | 508     |
| Різниця:        |       | +1,80 % |